# BELLS
『BELLS』（ベルズ）は、1986年9月に発売された吉田美奈子通算10作目のスタジオ・アルバム。

## 解説
1983年リリースのアルバム『IN MOTION』を最後に、契約期間終了を待たずしてアルファレコードとの専属録音契約を解除。「契約が無くとも、音楽は出来る」という考えのもと、メイン・ヴォーカル以外のすべての音楽活動に専念して行き、その結果、表立った活動がいったん途絶える。この時期のことを後に吉田美奈子は「よく言われるのがブランク…でも私にはブランクはないんです。ずっと音楽はやってましたから。どこにも所属していなかったから、一人で責任をとれるキャパシティの中でコツコツとやっていたわけです。作家+プロデュースの仕事が入ったんで、やってみちゃおうと思って。すると、そういうこともやるんだ、ってまた依頼がきて。すごく面白かったですね。この時期に、音楽に携わるスタッフとしての基盤を全部作ったの」と話す。同年、飯島真理のセカンド・アルバム『blanche』をプロデュース。この仕事が、他のアーティストのアルバム・プロデューサーとしての吉田を確立させることになった。以降、池田聡、西城秀樹、中森明菜、鈴木雅之、薬師丸ひろ子などを手掛けた。なかでも羽根田征子『Beating Mess』は、全曲書下ろしてのプロデュースとなった。本作は、そうした作家および、プロデュース・ワークの最中、1986年に世界初の自主制作CDとして3000枚の完全限定にてリリースされた。中森の印税で作ったという本作、その制作経緯を吉田は「貯蓄の趣味はないし、税金払うのもなんだからと、遊びでスタジオに入ったんですよ。『CHRISTMAS TREE』はライヴではやっていたけれど、ちゃんとトラックで録ってみたらどうなるんだろうって。趣味のスタジオ。スタジオの仕事は嫌いじゃないんです。そしたら、もったいないから出したら、という人がいて。アルバムの中に入れようとすると弾かれてしまうような、テンポがすごくゆっくりだったり、時間が極端に長かったり短かったりする曲ばかり…すごく内向的な内容ですよね」と答えている。本作は鉛筆での番号書きからジャケットをケースに詰めることまで、吉田自身が行ったという。

## 収録曲
1. WIND
作詞：吉田美奈子・AKI 作曲・編曲：吉田美奈子
2. CHRISTMAS TREE
作詞・作曲・編曲：吉田美奈子
3. PAVEMENT OF LIGHT
作詞：MINNIE SHADY・AKI 作曲・編曲：吉田美奈子 Lyrics translation by Lynn Mabry
4. SHADOWS ARE THE THOUGHTS (OF THE RADIANCE)
作詞：吉田美奈子・AKI 作曲・編曲：吉田美奈子
5. THANKS TO YOU
作詞：MINNIE SHADY・AKI 作曲・編曲：吉田美奈子
6. DREAMING
作詞・作曲・編曲：吉田美奈子

## 2014 VERSION

### 解説
2002年以来、12年を経ての再発となる2014年盤は「もみの木」収録の2002年盤と同じ曲目。前回の再発売時にはコピーコントロールが掛かっていたが、今回はコピーコントロールを外しての再発となった。更に今回ジャケットが初版に近い形で再現され、版画部分貼付のものを限定1500枚の初回限定ジャケット仕様による2014年新装盤として発売された。なお、音源は『吉田箱』収録時にリミックスされたもので、1986年発売のオリジナルとは異なるミックスとなっている。

### 収録曲
1. WIND
作詞：吉田美奈子・AKI 作曲・編曲：吉田美奈子
2. CHRISTMAS TREE
作詞・作曲・編曲：吉田美奈子
3. PAVEMENT OF LIGHT
作詞：MINNIE SHADY・AKI 作曲・編曲：吉田美奈子 Lyrics translation by Lynn Mabry
4. SHADOWS ARE THE THOUGHTS (OF THE RADIANCE)
作詞：吉田美奈子・AKI 作曲・編曲：吉田美奈子
5. THANKS TO YOU
作詞：MINNIE SHADY・AKI 作曲・編曲：吉田美奈子
6. DREAMING
作詞・作曲・編曲：吉田美奈子
7. もみの木
作詞：吉田美奈子 作曲：塩谷哲 編曲・Piano：倉田信雄

### クレジット
| THANKS TO                    |
|                              |
| Lynn Mabry                   |
| Bernard Fowler               |
| Bernard Davis                |
| Aki Ikuta                    |
| Tamotsu Yoshida              |
| Hiroshi Yuasa                |
| Yuzo Toda                    |
| Masanobu Tsuchiya            |
| Junko Terato                 |
| Shigeki Miyata               |
| ONE                          |
| On Associates                |
| Masamitsu Saito              |
| Shinro Otake                 |
| Magnesium                    |
| Dadaism                      |
|                              |
| Cover / © 1986 SHINRO OHTAKE |
| Size:16×11cm, 1984           |
| WOOD-BLOCK PRINT             |

#### スタッフ
| Recorded by Tamotsu Yoshida & Toshiro Ito |
| Mixed by Toshiro Ito                      |
| BELLS is originally released in 1986      |
|                                           |
| Ⓟ 1986, 2014 LA･LA･LOO Productions Inc.   |
| Manufactured by U'S MUSIC Co.,LTD.        |
| Distributed by Tower Records Japan Inc.   |
| ARTWORK (2014 VERSION):KOJI HAYASE        |

## 発売形態
| # | 発売日        | リリース                                        | 規格 | 品番       | 備考 |
| - | ------------- | ----------------------------------------------- | ---- | ---------- | --- |
| 1 | 1986年9月     | Edition Gaspard                                 | CD   | MCD-2      | 3000枚限定。 |
| 2 | 2002年10月9日 | avex io                                         | CCCD | IOCD-20041 | - 『BELLS Special Edition』 吉田保オリジナルミックスのリマスター再発盤 - コピーコントロールCD、ボーナス・トラックに「もみの木」を追加収録。 リマスター：中里正男                  |
| 3 | 2014年12月5日 | LA･LA･LOO Productions Inc. / U'S MUSIC Co.,LTD. | CD   | USM-77     | 2006年「吉田箱」用に作られた伊東俊郎NEW MIX。ジャケットが初版に近い形で再現された版画部分を貼り付けた1500枚限定盤。                                                               |
| 4 | 2023年11月3日 | UNIVERSAL MUSIC GROUP                           | LP   | UPJY-9325  | - 『BELLS 〜Special Edition〜』 2006年「吉田箱」用に作られた伊東俊郎NEW MIX。 - 2023年最新リマスターによる初アナログ化。180g重量盤による完全生産限定盤。「もみの木」を含む全9曲。 |